# 김천 대휴사 목조보살좌상 및 복장유물
김천 대휴사 목조보살좌상 및 복장유물(金泉大休寺 木造菩薩坐像 및 腹藏遺物)은 대한민국 경상북도 김천시 지례면 상부리 384, 대휴사에 있는 불상과 복장유물이다. 2016년 4월 28일 경상북도의 유형문화재 제492호로 지정되었다.

## 지정사유
이 보살상은 원래 김천 봉곡사의 영산전에 봉안되었던 삼세불(제화갈라-석가-미륵)의 한 존상으로 추정되며 현재는 대휴사로 이안(移安)되어 모셔져 있다. 보관이 새로 조성된 것을 제외하고는 대체로 양호한 상태이며 불상양식과 단확기, 후령통 등 관계기록을 통해 볼 때 색난(色難)의 제자인 하천(夏天)에 의해 1730년에 조성된 불상으로 추정된다.
조각승 및 제작연대를 알 수 있어 불교조각사 연구에 중요한 작품이라 판단되므로 복장유물(典籍 28冊, 古文書 4枚, 遺物 1點)과 함께 일괄(一括)하여 유형문화재(有形文化財)로 지정한다.

## 지정내역
| 일련 번호       | 명칭                                      | 재료                      | 구조·형식 ·형태           | 규격                      | 수량                      | 기타특징                  |
| --------------- | ----------------------------------------- | ------------------------- | ------------------------- | ------------------------- | ------------------------- | ------------------------- |
| 유형 문화재 492 | 김천 대휴사 목조보살좌상 및 복장유물      | 불상 1軀 및 복장유물 一括 | 불상 1軀 및 복장유물 一括 | 불상 1軀 및 복장유물 一括 | 불상 1軀 및 복장유물 一括 | 불상 1軀 및 복장유물 一括 |
| -1)             | 목조보살좌상                              | 나무                      | 좌상                      | 높이 73cm                 | 1軀                       | 제작연대 : 1730년 추정    |
| -2)             | 묘법연화경 권5-7                          | 한지                      | 목판본                    | 28.5×18.3cm               | 1冊                       | 1605년 후쇄               |
| -3)             | 묘법연화경 권1                            | 한지                      | 목판본                    | 30.5×18cm                 | 1冊                       | 1572년                    |
| -4)             | 묘법연화경 권1-3                          | 한지                      | 목판본                    | 27.5×17.3cm               | 1冊                       | 1586년                    |
| -5)             | 묘법연화경 권1                            | 한지                      | 목판본                    | 34×22cm                   | 2冊                       | 複卷                      |
| -6)             | 묘법연화경 권1                            | 한지                      | 목판본                    | 31.5×19.3cm               | 1冊                       | 묵서 : 鳳谷寺 內納上      |
| -7)             | 묘법연화경 권1-3                          | 한지                      | 목판본                    | 29.4×19cm                 | 1冊                       |                           |
| -8)             | 묘법연화경 권1                            | 한지                      | 목판본                    | 29.6×19cm                 | 1冊                       |                           |
| -9)             | 묘법연화경 권1                            | 한지                      | 목판본                    | 32.5×21.2cm               | 2冊                       | 複卷                      |
| -10)            | 묘법연화경 권1                            | 한지                      | 목판본                    | 35×21.8cm                 | 1冊                       |                           |
| -11)            | 대불정여래밀인수증료의 제보살만행수능엄경 | 한지                      | 목판본                    | 30.2×17.5cm               | 5冊                       |                           |
| -12)            | 대방광원각수다라료의경 권上               | 한지                      | 목판본                    | 26.8×19cm                 | 1冊                       |                           |
| -13)            | 육경합부                                  | 한지                      | 목판본                    | 26.5×16cm                 | 2冊                       | 複卷                      |
| -14)            | 육조대사법보단경                          | 한지                      | 목판본                    | 23.8×8cm                  | 1冊                       |                           |
| -15)            | 선원제전집도서                            | 한지                      | 목판본                    | 27.2×17.8cm               | 1冊                       |                           |
| -16)            | 선원제전집도서                            | 한지                      | 목판본                    | 30×19.2cm                 | 1冊                       |                           |
| -17)            | 법집별행록절요병입사기                    | 한지                      | 목판본                    | 30×17.7cm                 | 1冊                       | 1608년                    |
| -18)            | 법집별행록절요병입사기                    | 한지                      | 목판본                    | 26.6×17.3cm               | 1冊                       | 1633년                    |
| -19)            | 대혜보각선사서                            | 한지                      | 목판본                    | 28.5×17cm                 | 1冊                       |                           |
| -20)            | 예념미타도량참법 권6-10                   | 한지                      | 목판본                    | 32.6×21.7cm               | 1冊                       | 1566년                    |
| -21)            | 염불작법                                  | 한지                      | 목판본                    | 24.5×19.6cm               | 1冊                       | 1643년                    |
| -22)            | 자기산보문 권10                           | 한지                      | 필사본                    | 34.5×22cm                 | 1冊                       |                           |
| -23)            | 보치진언                                  | 한지                      | 목판본                    | 76×49cm                   | 4枚                       | 朱印本                    |
| -24)            | 후령통                                    | 비단                      |                           | 5(지름)×11.2 (높이)cm     | 1點                       | 필서(朱筆) : 修淨(승명)   |

## 참고 문헌
- 김천 대휴사 목조보살좌상 및 복장유물 - 국가유산청 국가유산포털